# سرزمین زابایکالسکی

موقعیت سرزمین زابایکالسکی در روسیه

سرزمین زابایکالسکی روسی: Забайкальский край یکی از واحدهای فدرال روسیه است که در ۱ مارس ۲۰۰۸ میلادی از ادغام استان چیتا و ناحیه خودگردان آگین-بوریات به وجود آمد.
این واحد فدرال با جمهوری خلق چین و مغولستان ۹۹۸ کیلومتر مرز دارد. مرز داخلی این واحد فدرال با استان ایرکوتسک و استان آمور است.